# Boris Lwowitsch Rosing

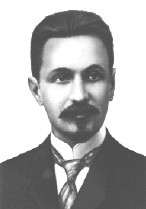
Boris Rosing

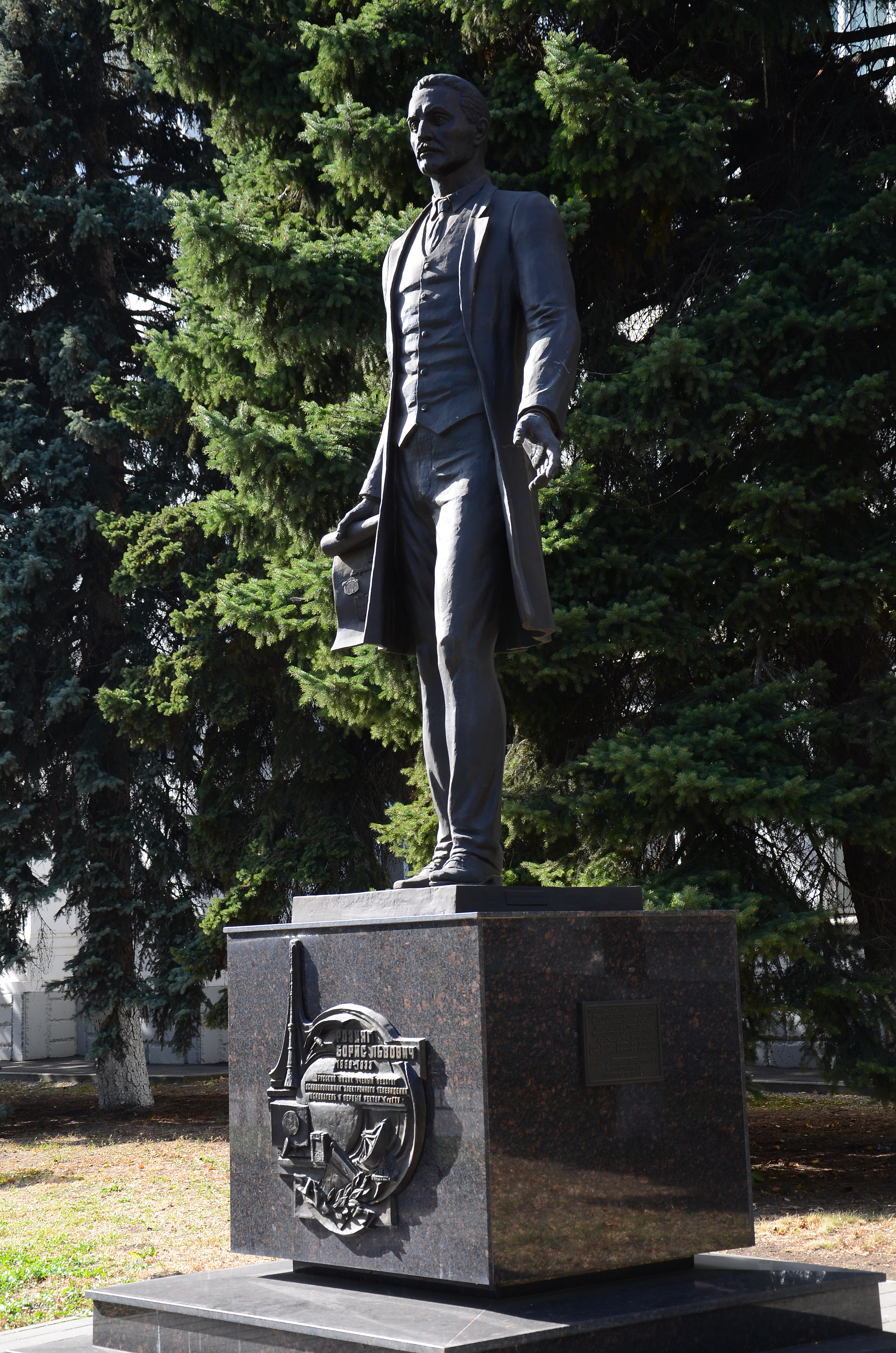
Rosing-Statue in Krasnodar

Boris Lwowitsch Rosing (russisch Борис Львович Розинг, wiss. Transliteration Boris L'vovič Rozing; * 23. Apriljul. / 5. Mai 1869greg. in Sankt Petersburg; † 20. April 1933 in Archangelsk) war ein russischer Physiker, Ingenieur und Pionier im Bereich des Fernsehens.

## Biographie
Rosing absolvierte im Jahr 1887 das Gymnasialstudium mit einer Goldmedaille (höchste Auszeichnung) und im Jahr 1891 das Studium an der physikalisch-mathematischen Fakultät der Universität Sankt Petersburg mit einem Diplom ersten Grades. Er blieb zunächst an der Universität, um sich auf eine Professur vorzubereiten und unterrichtete am Petersburger Technologischen Institut, ab 1895 an der Konstantinowski-Artillerie-Schule. Zugleich setzte er sich tatkräftig für die Hochschulbildung für Frauen ein und war Dozent bei den 1906 eröffneten polytechnischen Kursen für Frauen, die 1916 in das Petrograder Polytechnische Institut umgewandelt wurden.
Boris Rosing erfand den ersten Mechanismus zur Wiedergabe des Fernsehbildes, indem er das System der zeilenweisen Übertragung benutzte und im Empfangsgerät eine Elektronenstrahlröhre (entwickelt vom deutschen Erfinder Ferdinand Braun) einbaute. Er definierte damit de facto das Hauptprinzip des modernen Fernsehens. Im Juli 1907 wurde seine Erfindung offiziell als „Methode der elektrischen Übertragung von Bildern über Entfernungen hinweg“ registriert. Er bekam das Patent Nr. 18076 und wurde von der Russischen Technischen Gesellschaft ausgezeichnet.
1908 und 1909 wurde die Erfindung der neuen Methode des Bildempfangs durch weitere Patente bestätigt, die Rosing in England, Deutschland und Frankreich erhielt. 1911 patentierte Rosing eine verbesserte Fernsehvorrichtung in Russland, England, Deutschland und den USA. Am 9. Mai 1911 gelang ihm in seinem Labor durch ein selbstkonstruiertes Kineskop der Empfang von einfachsten geometrischen Figuren, was die weltweit erste Fernseh-Übertragung bedeutete und die Ära des Fernsehens einläutete.
1920 organisierte Rosing in Jekaterinodar eine physikalisch-mathematische Gesellschaft, deren Vorsitzender er wurde. Die Gesellschaft war Mitglied im Russischen Physikverband und arbeitete aktiv trotz Bürgerkriegswirren und Hungersnöte im russischen Süden. Rosing veröffentlichte zahlreiche Werke zum Thema Vektorenanalyse, photoelektrische Relais und Transformationen des elektrischen Feldes. 1922 nahm er an der Physikertagung in Nischni Nowgorod teil und hielt einen Vortrag über das Verhalten von Lichtquanten in Abhängigkeit von elektromagnetischen Feldern. Ein Jahr später veröffentlichte er in Petrograd sein Hauptwerk namens Elektrische Teleskopie (Fernsehen) – Aufgaben und Errungenschaften.
Zu den Schülern Rosings zählte ein anderer russischer Pionier des Fernsehens Wladimir Sworykin. Er emigrierte in die USA und erfand dort auf Grundlage von Rosings Experimenten die Ikonoskop-Röhre, die moderne Kineskop-Röhre und arbeitete an der Entwicklung des Elektronenmikroskops.
1931 wurde Rosing wegen angeblicher „Finanzierung konterrevolutionärer Aktivitäten“ festgenommen, da er einem Bekannten, der verhaftet wurde, zuvor Geld geliehen hatte. Dafür wurde er für drei Jahre in ein  OGPU ULag Arbeitslager nach Kotlas, eine Kleinstadt im hohen Norden verbannt. Allerdings konnte er dank der Fürsprache der sowjetischen und ausländischen wissenschaftlichen Öffentlichkeit 1932 nach Archangelsk versetzt werden, wo er am Lehrstuhl für Physik des Archangelsker Forstwirtschaftsinstituts arbeitete. Am 20. April 1933 starb Rosing im Alter von 63 Jahren an einer Hirnblutung. Am 15. November 1957 entschied das Präsidium des Leningrader Stadtgerichts, dass die Anschuldigungen gegen Rosing haltlos waren und rehabilitierte ihn posthum.

## Ehrungen

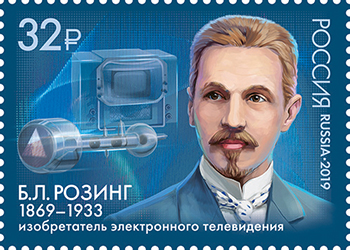
Briefmarke der Russischen Post von 2019

2019 brachte die Russische Post eine Briefmarke ihm zu Ehren heraus. Sie zeigt den Erfinder zusammen mit einem KVN-49-Fernseher und einer Kathodenstrahlröhre. 2021 wurde eine Statue Rosings in Krasnodar eingeweiht.